# Scout Taylor-Compton
Scout Taylor-Compton, właśc. Desariee Starr Compton (ur. 21 lutego 1989 w Long Beach) – amerykańska aktorka filmowa i telewizyjna, dwukrotnie nominowana do Young Artist Award.

## Filmografia
- 2000 Ally McBeal – młoda Georgia
- 2000-2006 Czarodziejki (Charmed)
- 2001 Ostry dyżur (ER) – Liz Woodman
- 2001-2004 Kochane kłopoty (Gilmore Girls) – Clara Forester
- 2004 Dziś 13, jutro 30 (13 Going on 30) – Tiffany
- 2007 Krok od domu (Close to Home) – Grace Hendricks

Halloween – Laurie Strode
Amerykańska zbrodnia (An American Crime) – Stephanie Baniszewski
- 2008 Prima aprilis (April Fool’s Day) – Torrance Caldwell
- 2009 Obsesja (Obsessed) – Samantha

Halloween II – Laurie Strode
Pierwszy raz (The First Time lub Love at First Hiccup) – Anya
- 2010 The Runaways: Prawdziwa historia – Lita Ford
- 2011 CSI: Kryminalne zagadki Nowego Jorku – Emmy Thomas

247 °F – Jenna
Breakout Kings – Starla Roland